# 新兴乡 (冕宁县)
新兴乡，是中华人民共和国四川省凉山彝族自治州冕宁县下辖的一个乡镇级行政单位。

## 行政区划
新兴乡下辖以下地区：
接兴村、接波村、耳子厂村和姑鲁沟村。